# شرح الأشموني
منهج السالك إلى ألفية ابن مالك والمعروف باسم «شرح الأشموني» هو كتاب في النحو والصرف، كتبه النحوي الفقيه الأصولي أبو الحسن الأشموني.

الكتاب عبارة عن شرح لألفية ابن مالك في مختلف أبواب النحو والصرف،  صدر الكتاب في عدة طبعات عن دور نشر متعددة.